# John Lewis Partnership
John Lewis Partnership plc (JLP) is een Brits bedrijf dat warenhuizen van John Lewis & Partners, Waitrose supermarkten, financiële diensten en een verhuurbedrijf exploiteert. De naamloze vennootschap is eigendom van een trust namens al haar werknemers, bekend als partners, die de verantwoordelijkheden en beloningen van het eigenaarschap delen. JLP heeft in 2024 ongeveer 74.000 werknemers.

## Geschiedenis

### Jaren 1860
John Lewis opende in 1864 een stoffenwinkel op Oxford Street 132 in Londen. Hij werd in 1836 geboren in Shepton Mallet in Somerset en ging op 14-jarige leeftijd in de leer bij een linnenhandelaar in Wells. In 1856 kwam hij naar Londen en werkte als verkoper voor Peter Robinson, een textielhandelaar in Oxford Street. Later werd hij zijn inkoper van zijde. In 1864 wees hij Robinsons aanbod voor een partnerschap af en huurde hij zijn eigen pand aan de noordkant van Oxford Street, op een deel van de plek waar nu het warenhuis staat dat zijn naam draagt. Daar verkocht hij zijde, wollen stoffen en fournituren. Zijn filosofie als verkoper was om goede kwaliteit goederen te kopen en deze met een bescheiden winstmarge te verkopen. Hoewel hij een breed assortiment aan koopwaar verkocht, besteedde hij er minder aandacht aan om deze tentoon te stellen en maakte hij er nooit reclame voor. Zijn vaardigheid lag in de inkoop van de goederen die hij verkocht, en de meeste ochtenden ging hij naar de City of London, vergezeld door een man met een handkar. Later zou hij naar Parijs reizen om zijde te kopen.
Lewis wees vakanties en spelletjes af en wijdde zich volledig aan zijn bedrijf, dat succesvol was. Het geld dat hij daarmee verdiende, investeerde hij in woningen en kleine winkelpanden, maar aan veel daarvan heeft hij nooit een bezoek gebracht. Hij breidde de zaak in Oxford Street uit door aangrenzende panden in Oxford Street en later langs Holles Street te huren. Geleidelijk ging hij zich richten op andere soorten handelswaar: eerst op de nieuwe afdeling met confectiekleding voor dames en later op kinderkleding en meubels. Hij hield nooit 'uitverkoop', omdat hij naar eigen zeggen van plan was een solide, permanente onderneming op te bouwen.
In 1884 trouwde Lewis op 48-jarige leeftijd met Eliza Baker, een onderwijzeres met een universitaire opleiding, die 18 jaar jonger was dan hij. Ze vestigden zich in een landhuis aan de rand van Hampstead Heath, waarvoor Lewis de naam Spedan Tower bedacht, naar zijn tante, Ann Speed, en toen Eliza in 1885 een zoon kreeg, werd hij John Spedan Lewis genoemd. In 1887 werd hun tweede zoon, Oswald Lewis, geboren. Na de Westminster School sloten beide zonen zich bij Lewis aan in de zaak en hij gaf hen elk een kwart aandeel op hun eenentwintigste verjaardag.

### Jaren 1900
Er was voortdurend ruzie tussen Lewis en zijn zonen. In 1909 wilde Oswald eruit stappen en Lewis senior stemde met tegenzin in om Oswalds kwart aandeel in de onderneming terug te kopen voor £ 50.000. Oswald ging rechten studeren in Oxford, behaalde zijn diploma als advocaat en werd in 1914 officier bij de cavalerie. Hij raakte gewond en werd in 1916 ontslagen, waarna hij een uitnodiging van zijn vader aanvaardde om weer bij de zaak te komen werken. 
Lewis had meerdere aanvaringen met Lord Howard de Walden, zijn huisbaas in Oxford Street, en in 1903 bracht hij drie weken door in de gevangenis van Brixton, omdat hij een gerechtelijk bevel van De Walden negeerde. In 1911 werd hij door De Walden aangeklaagd wegens smaad. Lewis werd schuldig bevonden, maar de jury kende hem een schadevergoeding toe van slechts een farthing.
In 1906 kocht Lewis een meerderheidsbelang in het in Sloane Square gevestigde bedrijf Peter Jones Limited, waarvan de naamgever het jaar ervoor was overleden. Lewis liep vanaf Oxford Street met de aankoopprijs van £20.000 in bankbiljetten.

### Jaren 1910
In de daaropvolgende 13 jaar was de onderneming van Peter Jones verlieslatend – er werden geen dividenden uitgekeerd aan Lewis en de externe aandeelhouders – en in wanhoop benoemde Lewis in 1914 zijn zoon Spedan tot voorzitter van Peter Jones. Hierdoor kreeg Spedan Lewis de volledige controle en hij concludeerde dat het onderliggende probleem was dat het personeel geen enkele reden had om goed werk te leveren, omdat hun eigen belangen niet in lijn waren met die van het bedrijf. Hij verkortte hun werkdag en voerde een commissiesysteem in voor elke afdeling, waarbij het verkooppersoneel een bedrag kreeg op basis van de omzet. Hij organiseerde regelmatig bijeenkomsten waar medewerkers hun klachten rechtstreeks aan hem konden voorleggen. In 1916 ruilde Spedan Lewis, na een meningsverschil met zijn vader, zijn belang van 25% in de onderneming aan Oxford Street voor Lewis' aandelen in Peter Jones Limited. Hij bracht verbeteringen aan in de arbeidsomstandigheden van het personeel, waaronder de toekenning van een derde week betaalde vakantie per jaar. Hij liet warm en koud stromend water installeren in de personeelsslaapkamers boven de werkplaats. In 1918 begon hij met het uitgeven van een tweewekelijks tijdschrift waarin hij het personeel informeerde over de gang van zaken in het bedrijf. In 1919 stelde hij een vergadering van de personeelsraad in. Het eerste besluit dat werd genomen, was dat het personeel wekelijks betaald zou worden in plaats van vierwekelijks. De zaak floreerde: in 1920 werd een winst van £20.000 behaald. Spedan Lewis' radicale idee was dat de winsten die het bedrijf genereerde niet alleen aan de aandeelhouders moesten worden uitgekeerd als beloning voor hun kapitaal. Aandeelhouders moeten een redelijk maar beperkt rendement ontvangen en de medewerkers moeten het overschot krijgen. Zijn concept van 'eerlijker verdelen' hield in dat winst, kennis en macht werden gedeeld. In 1920 begon Spedan met het uitkeren van preferente aandelen van Peter Jones aan de personeelsleden, die Partners werden genoemd. 

### Jaren 1920
De vroege jaren 1920 waren niet succesvol voor Peter Jones. Dividenden op preferente aandelen, waarvan een groot deel in handen was van werknemers, werden niet uitgekeerd. In 1924 vond er een verzoening plaats tussen John Lewis en Spedan Lewis. De handel in Oxford Street verliep beter en John Lewis injecteerde geld in de Sloane Square-zaak.
In 1925 bedacht Spedan Lewis bij Peter Jones de slogan 'nooit bewust onderverkopen'. Het was vooral bedoeld als controle op de inkoop van goederen, maar het betekende ook dat klanten konden winkelen met de wetenschap dat ze bij Peter Jones niet meer betaalden dan ze voor dezelfde goederen in andere winkels konden kopen. Dit principe, dat meerdere malen werd verfijnd, met name om detailhandelaren die alleen online handelen uit te sluiten en om uitgebreide verzekerings- en bezorgkosten mee te rekenen bij het vergelijken van prijzen, werd tot augustus 2022 gehandhaafd, toen het werd vervangen door een algemene toezegging om concurrerende waarde te bieden voor hun eigen merkproducten. 
In 1926 was Lewis senior 90 jaar oud en Spedan kon niet wachten om de macht over John Lewis in Oxford Street over te nemen, zodat hij daar zijn radicale ideeën in de praktijk kon brengen. Oswald wilde opnieuw weg. Zonder het zijn vader te vertellen, nam Spedan een lening bij de bank en kocht de erfenis van Oswald af. Nadat hij de hele wereld had rondgereisd, begon Oswald aan een politieke carrière en werd in 1929 parlementslid voor de Conservatieve Partij in Colchester. Hij behield deze zetel tot 1945. Spedan Lewis werd de enige eigenaar van de zaak in Oxford Street nadat John Lewis in 1928 op 92-jarige leeftijd overleed.
In 1929 tekende Spedan Lewis een akte van schikking, waarin de aandelen in John Lewis & Co. Limited en Peter Jones Limited aan de trustees werden overgedragen. De winsten van de gecombineerde onderneming zouden worden uitgekeerd aan de werknemers, hetzij in contanten, hetzij in de vorm van aandelen met een vaste rente in het nieuwe bedrijf: John Lewis Partnership Limited. 

### Jaren 1930
In 1933 begon JLP andere detailhandelsbedrijven over te nemen, waaronder Jessop &amp; Son uit Nottingham en Lance & Lance uit Weston-super-Mare . In 1934 nam het bedrijf Knight & Lee in Southsea en Tyrrell & Green in Southampton over. Ook werd begonnen met de verbouwing van Peter Jones naar een modern ontwerp. In 1937 kocht het Waitrose, dat tien supermarkten met toonbankbediening in Londen en de thuisprovincies exploiteerde. 
De grootste overname vond plaats in 1940, toen JLP £ 30.000 betaalde voor Selfridge Provincial Stores Limited, dat 16 winkels bezat: John Barnes in Hampstead, Blinkhorn & Son in Gloucester en Stroud, Bon Marché in Brixton, Buckleys in Harrogate, A.H. Bull in Reading, Caleys in Windsor, Cole Brothers in Sheffield, Holdrons in Peckham, Jones Brothers in Holloway, George Henry Lee in Liverpool, Pratts in Streatham, Quin & Axten in Brixton, Robert Sayle in Cambridge, Thomsons in Peterborough en Trewin Brothers in Watford, waardoor de omvang van het bedrijf aanzienlijk toenam. 
De Tweede Wereldoorlog eiste zijn tol en verschillende winkels werden beschadigd door bombardementen, met name het 'westelijke huis' van John Lewis in Oxford Street (aan de westkant van Holles Street), dat in september 1940 volledig verloren ging. 

### Jaren 1950
In 1950 tekende Spedan Lewis een tweede akte van schikking, waarmee het eigendom van JLP werd overgedragen aan trustees, ten behoeve van degenen die in het bedrijf werkten. Hij bleef het bedrijf beheren alsof hij nog steeds de eigenaar was, en zei in 1957 dat het noodzakelijk was om het beheer in één paar handen te concentreren.
Spedan Lewis behield ook het recht om zijn opvolger te kiezen toen hij in 1955 op zijn 70e verjaardag met pensioen ging. Oorspronkelijk was het de bedoeling dat Michael Watkins, jarenlang zijn rechterhand, hem als voorzitter zou opvolgen, maar Watkins stierf in 1950. Spedan vroeg zijn zoon, Edward Lewis, of hij de rol wilde vervullen, maar hij weigerde. Spedan benoemde een loyale, lang dienende luitenant, Bernard Miller, maar sprak de hoop uit dat Edward Miller op termijn zou opvolgen als voorzitter. Uiteindelijk werd Miller opgevolgd door Peter Lewis, de zoon van Oswald Lewis.
In 1953 verkocht JLP verschillende kleine winkels, maar nam twee grote winkels over: Heelas in Reading en Bainbridge in Newcastle upon Tyne. De herbouwde winkel aan Oxford Street werd in 1960 heropend en in 1963 werd het beeldhouwwerk Winged Figure van Barbara Hepworth toegevoegd.

### Jaren 2000
Om ruimte te bieden aan landelijke reclame, begon het bedrijf in 2002 met het hernoemen van warenhuizen die niet onder het merk John Lewis vielen (Tyrrell & Green, Heelas, etc.) naar de nationaal herkenbare naam. Peter Jones in Londen vormt de enige uitzondering op dit beleid. Het bedrijf experimenteerde met kleinere winkels, door 12 At Home-winkels en 2 Convenience-winkels toe te voegen, naast nog eens 3 warenhuizen met een volledig assortiment (Leeds, Stratford, Birmingham).
John Lewis kreeg in 2012 en 2013 te maken met een reeks stakingen van schoonmakers, die waren uitbesteed, vanwege de betaling.
In de eerste helft van 2019 leed de groep voor het eerst een operationeel halfjaarverlies van £ 26 miljoen. Tijdens de COVID-19-pandemie werden 16 verlieslatende John Lewis-winkels gesloten. 

## Werknemersvertegenwoordiging binnen JLP
Het hoogste niveau van de democratische structuur van de JLP is de Partnerschapsraad, een rechtstreeks gekozen orgaan van 58 partners die de standpunten van alle partners binnen het partnerschap vertegenwoordigen en de voorzitter ter verantwoording roepen voor het verloop van de bedrijfsvoering. Partnerschapsraadsleden zijn insiders van het bedrijf met stemrecht. Zij zijn het enige orgaan binnen de bestuursstructuur van het bedrijf dat de bevoegdheid heeft om de voorzitter uit zijn functie te ontheffen. Twee keer per jaar houdt de Raad een 'Holding to Account'-sessie, waarbij de voorzitter vragen van vertegenwoordigers in een openbare vergadering beantwoordt. Hierna wordt er gestemd of de raadsleden het leiderschap van de voorzitter en de voortgang van de werkzaamheden al dan niet steunen. 
In het kader van deze structuur kiest de Partnerschapsraad drie directeuren voor het "Partnership Board". De drie gekozen bestuurders vormen samen met de voorzitter, de vicevoorzitter, de uitvoerend directeur Financiën en twee andere niet-uitvoerende bestuurders het bestuur van het partnerschap. De Raad kiest ook drie personen die als trustees van de John Lewis Partnership zullen optreden.
Werknemers van JLP ontvangen doorgaans een jaarlijkse bonus, vergelijkbaar met een deel van de winst. Het wordt berekend als een percentage van het salaris. Alle werknemers krijgen hetzelfde percentage. De bonus is afhankelijk van de winstgevendheid van JLP per jaar, en varieert historisch gezien tussen de 5% en 20% van de jaarlijkse salarissen van de partners, maar daalde in 2019 naar 3% in het licht van de moeilijke handelsomstandigheden. De jaarlijkse bonus daalde in 2020 naar 2% en het werd bevestigd dat er in 2021 geen bonus zou worden uitgekeerd in het licht van de COVID-19-pandemie. Dit was de eerste keer sinds 1953 dat de bonus niet werd uitbetaald. De bonus die in 2022 werd terugbetaald, werd uitgekeerd tegen een tarief van 3%.
In 1999 kwamen er, als reactie op de dalende winsten, oproepen van een aantal werknemers om het bedrijf naar de beurs te brengen. Als dit zou gebeuren, zou elke werknemer gemiddeld £ 100.000 aan meevallers hebben gehad. Er werd een stemming gehouden in het hele bedrijf over de kwestie, waarbij de voorstellen niet werden goedgekeurd.
In 2023 werden de eerste stappen van een plan om aandelen te verkopen onderzocht, maar er werd geen actie ondernomen.

## Detailhandelsactiviteiten

### John Lewis & Partners

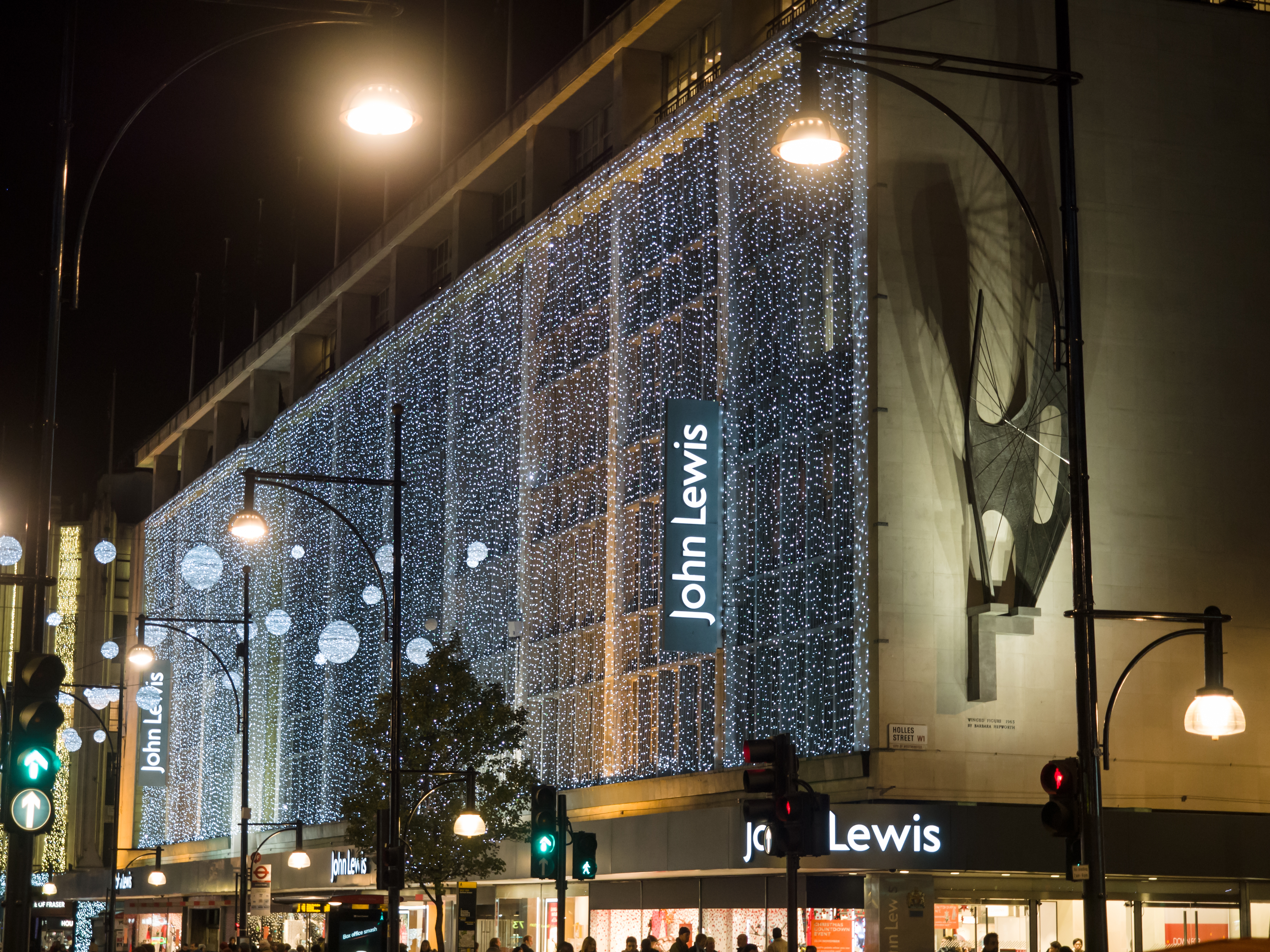
Het vlaggenschip warenhuis van John Lewis & Partners op Oxford Street, Londen

In 2012 exploiteerde de John Lewis-divisie 30 warenhuizen met een volledig assortiment, één John Lewis Click and Commute op het treinstation St Pancras, één John Lewis-supermarkt op de luchthaven Heathrow, 10 John Lewis at Home Stores en een webwinkel. De winkels bevinden zich op verschillende locaties in het stadscentrum en in winkelcentra daarbuiten. De vlaggenschipwinkel aan Oxford Street in Londen is nog steeds het grootste John Lewis-filiaal in het Verenigd Koninkrijk. 
'John Lewis at Home'-winkels zijn bedoeld voor gebieden waar geen groot John Lewis-warenhuis in de buurt is. De eerste winkel werd in oktober 2009 in Poole geopend. Ze zijn ongeveer een derde van de grootte van een normaal warenhuis en hebben zowel een afdeling Huishoud als een afdeling Elektrotechniek, met daarnaast ook diensten als een café en 'click and collect'. In 2012 werd in Exeter een nieuwe winkel met een 'flexibel format' uitgeprobeerd, met een volledig assortiment in een kleinere fysieke winkel, waarbij sterk werd vertrouwd op 'click and collect' of levering de volgende dag, zowel in de winkel als bij mensen thuis. 

### Peter Jones
Peter Jones is een groot warenhuis in het centrum van Londen. Het is een winkel van JLP en ligt aan Sloane Square, op de kruising van King's Road en Sloane Street, in de wijk Chelsea, vlak bij de wijken Belgravia en Knightsbridge. Peter Jones werd opgericht als zelfstandige winkel, maar werd in 1905 gekocht door John Lewis, eigenaar van de gelijknamige winkel in Oxford Street. In 1929 voegde de zoon van Lewis, John Spedan Lewis, die toen beide bedrijven bezat, ze samen tot één bedrijf.

### Waitrose & Partners

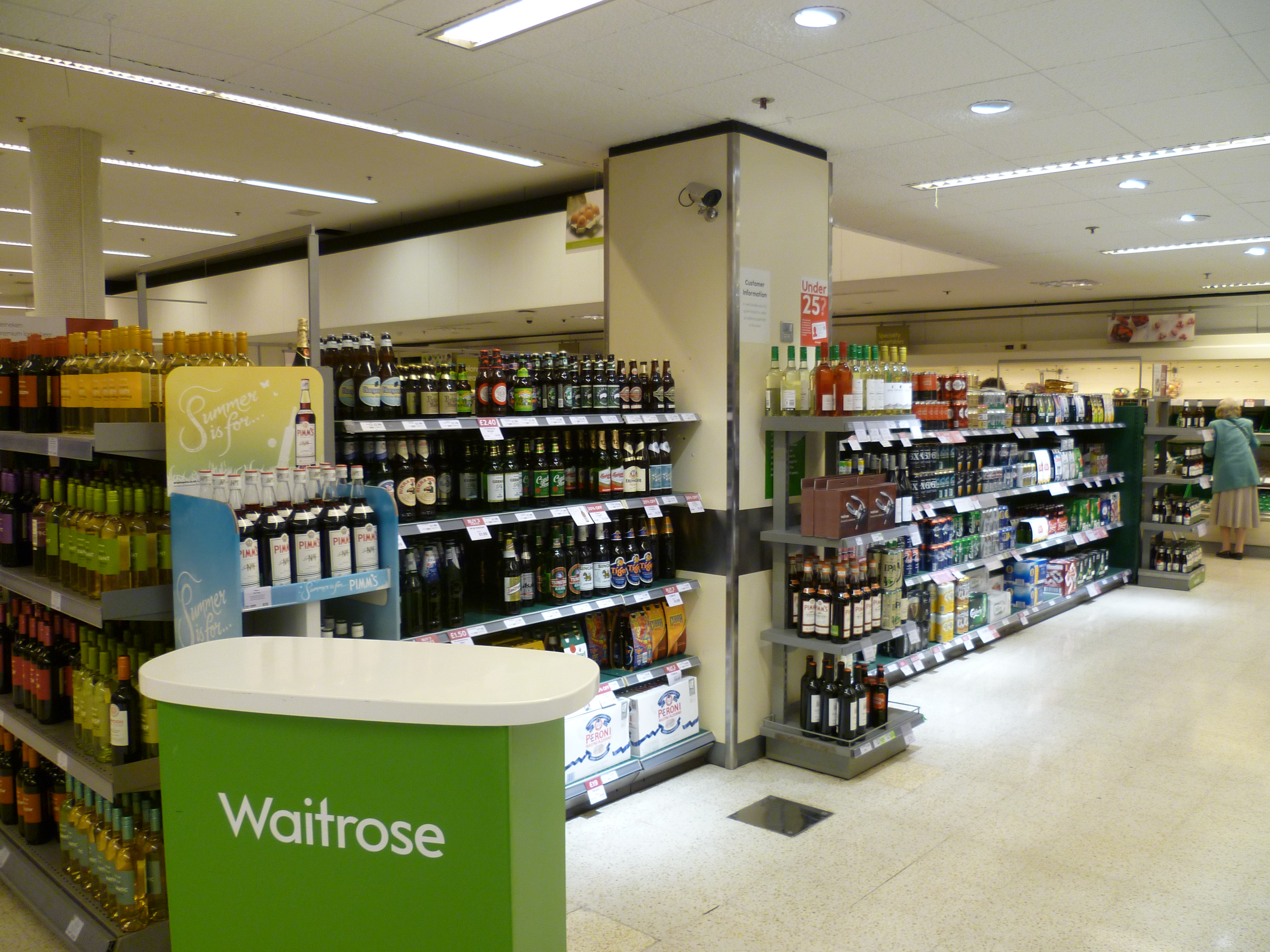
Interieur van een Waitrose & Partners-winkel in Enfield

JLP is ook eigenaar van Waitrose & Partners, een luxe supermarktketen met 332 vestigingen en 78.000 werknemers begin 2021. Waitrose is voornamelijk actief in Londen en het zuiden van Engeland en werd oorspronkelijk opgericht door Wallace Waite, Arthur Rose en David Taylor. Het bedrijf werd in 1937 overgenomen door JLP.

## Overige diensten en activiteiten

### John Lewis Finance
In juni 2004 lanceerde JLP haar eigen creditcard, met de merknaam Partnership Card, die werd aangeboden door HSBC UK. De kaart werd gelanceerd als aanvulling op de bestaande John Lewis- en Waitrose-klantenkaarten. In mei 2022 werd aangekondigd dat de white-label-overeenkomst met HSBC later dat jaar zou aflopen, waarbij nieuwe en bestaande Partnership Card-rekeningen zouden worden gemigreerd naar een vernieuwde service die werd gerund door het Britse financiële dienstverleningsbedrijf NewDay.
Het bedrijf biedt verzekeringsproducten aan sinds de lancering van Greenbee in oktober 2006. Later werd het merk Greenbee stopgezet en werd de naam van de dienst gewijzigd in John Lewis Finance. In eerste instantie bood het verzekeringen aan voor woningen, reizen, bruiloften en evenementen, evenals een reis- en ticketservice. Later breidde het zich uit naar het aanbieden van andere diensten, waaronder autoverzekeringen en polissen voor tweede huizen. John Lewis Finance breidde zich later uit naar het aanbieden van huisdierverzekeringen, en richtte John Lewis Investments op, in samenwerking met Nutmeg.
In oktober 2021 publiceerde John Lewis Finance een advertentie voor een woonverzekering waarin een jongen met make-up en een jurk zijn huis vernielde. De advertentie werd door de Financial Conduct Authority verboden omdat deze misleidend was, omdat het verzekeringsplan geen opzettelijke schade dekte, zoals werd voorgesteld.

### Telecom
John Lewis bood breedband- en huistelefoniediensten aan via een whitelabelovereenkomst met Plusnet. De dienst werd in oktober 2022 gesloten voor nieuwe klanten en daarna voor bestaande klanten toen hun contract afgelopen was.

### Productie
JLP exploiteert momenteel één productiebedrijf, Herbert Parkinson, in Darwen, Lancashire. Dit bedrijf, opgericht in 1934 als weverij van jacquardstoffen, werd in 1953 overgenomen door JLP. Herbert Parkinson produceert momenteel stoffen en gordijnen van het huismerk John Lewis, evenals gevulde meubelproducten zoals kussens en sierkussens. Het bedrijf exploiteert een groothandelsbedrijf voor externe klanten, naast de levering aan vestigingen van John Lewis. 
Tot september 2007 was het partnerschap ook eigenaar van twee andere textielproductiebedrijven: de in Carlisle gevestigde drukker Stead McAlpin (opgericht rond 1875, 200 werknemers) en de in Haslingden, Lancashire gevestigde wever J.H. Birtwistle. 
De productie en verkoop van meubeltextiel werd georganiseerd door de onderneming Cavendish Textiles, die vanaf 1937 onder de handelsnaam 'Jonelle' opereerde en in 2000 werd vervangen door 'John Lewis'. Tot de ontwerpers behoorden velen die met Heal's verbonden waren, zoals Lucienne Day en Pat Albeck, en ook Jacqueline Groag. 

## Ocado
John Lewis Partnership hielp bij de financiering van de oprichting van Ocado, een onafhankelijke online supermarkt, en droeg later zijn belang over aan zijn pensioenfonds, dat 29% van Ocado bezat. Het pensioenfonds ontdeed zich in februari 2011 volledig van zijn laatste 10,4% aandelenbezit voor £ 152 miljoen, wat een totale winst van de investering van het bedrijf in Ocado vertegenwoordigde van ongeveer £ 220 miljoen. In september 2020 kwam er een einde aan de relatie van het partnerschap met Ocado. 